# Грігорень
Грігорень, Грігорені (рум. Grigoreni) — село у повіті Бакеу в Румунії. Входить до складу комуни Скорцень.
Село розташоване на відстані 244 км на північ від Бухареста, 19 км на захід від Бакеу, 93 км на південний захід від Ясс, 132 км на північний схід від Брашова.

## Населення
За даними перепису населення 2002 року у селі проживали 737 осіб, усі — румуни. Усі жителі села рідною мовою назвали румунську.